# Escola ascética espanhola

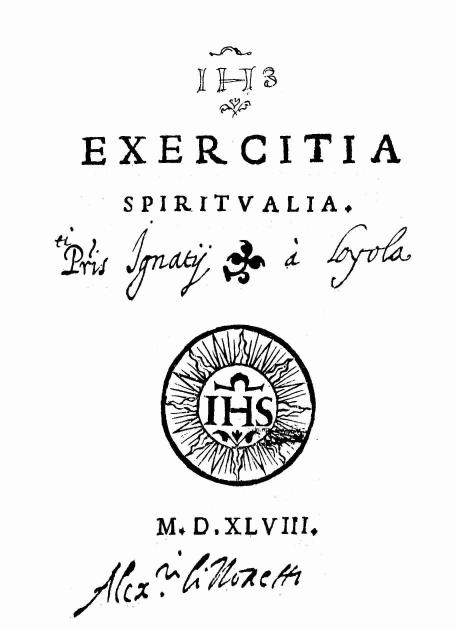
Exercícios espirituais inacianos de Santo Inácio de Loyola.

A escola ascética espanhola é a escola de ascetismo que se desenvolveu ao longo da história do cristianismo em Espanha, fundamentalmente desde a Baixa Idade Média e até o século XVII. A íntima relação entre ascetismo e misticismo, apesar de sua diferença conceptual, faz que boa parte das personagens que a compõem se denominem místicos espanhóis, e que tanto em seu aspecto de corrente religiosa como em seu aspecto de escola ou movimento literário se lhes identifique também como mística espanhola.
Tem tido diferentes doutrinas ascéticas de acordo com a ordem religiosa que a inspirasse: uma ascética franciscana, outra carmelitana, outra dominica, outra agustina, outra cartuja (Bernardo Fontova), outra jesuita (inaugurada pelos Exercícios espirituais de Santo Inácio de Loyola), etc. Grandes ascéticos espanhóis têm sido São João de Ávila, Fray Luís de Granada, Fray Francisco de Osuna, Santa Teresa de Jesús, São João da Cruz, Fray Pedro Malón de Chaide e Fray Antonio de Molina, entre outros.